# Encrême
L'Encrême est une rivière française dans le département des Alpes-de-Haute-Provence, en région Provence-Alpes-Côte d'Azur, qui coule entre le Luberon et les Monts de Vaucluse. C'est un affluent gauche du Coulon, donc un sous-affluent du Rhône par la Durance.

## Géographie

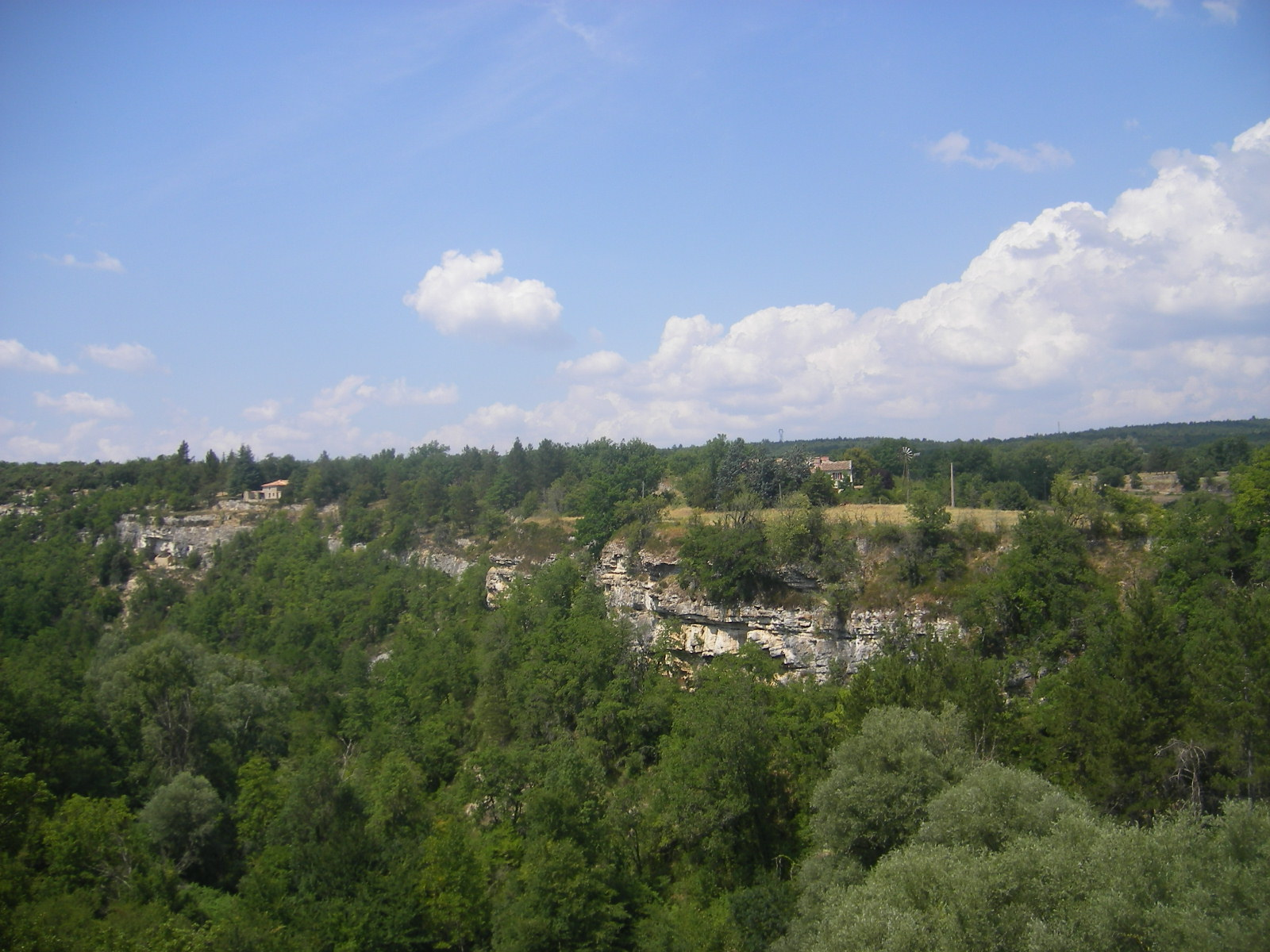
Gorges de l'Encrême à Céreste

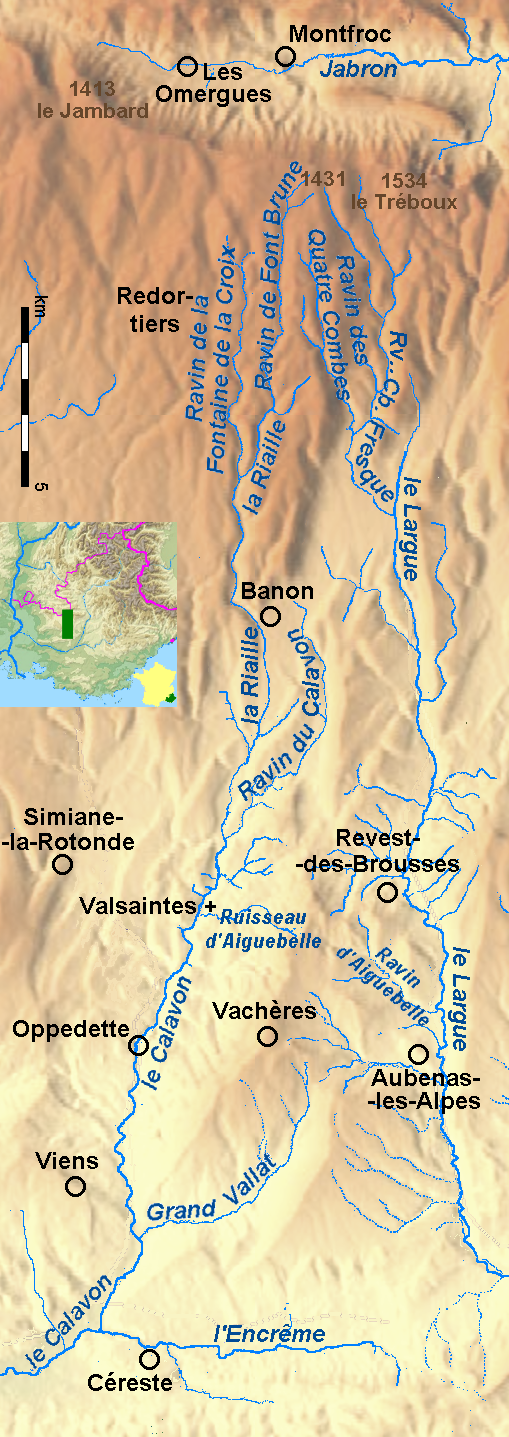
Les cours supérieurs du Calavon (avec l'Encrême), du Largue et du Jabron

De 10,5 km de long, l'Encrême prend source sur la commune de Montjustin, à 637 m d'altitude, dans la Réserve naturelle géologique du Luberon.
Il coule globalement de l'est vers l'ouest.
L'Encrême conflue en rive gauche du Coulon ou Calavon, au nord-ouest de la commune de Céreste, à 344 m d'altitude.

### Communes et cantons traversés
Dans le seul département des Alpes-de-Haute-Provence, l'Encrême traverse les trois communes suivantes, dans le sens amont vers aval, de Montjustin (source), Reillanne, et Céreste (confluence).
Soit en termes de cantons, l'Encrême prend source et conflue dans le même canton de Reillanne, dans l'arrondissement de Forcalquier.

### Bassin versant
L'Encrême traverse une seule zone hydrographique « 'Le coulon du Grand Valat à l'Encrême incluse' » (X342) de 55 km2 de superficie. Ce bassin versant est constitué à 53,49 % de forêts et milieux semi-naturels, à 45,18 % de territoires agricoles, à 2,61 % de territoires artificialisés.

### Organisme gestionnaire
L'organisme gestionnaire est le SIRCC ou Syndicat Intercommunal de Rivière du Calavon-Coulon.

## Affluents
L'Encrême a trois tronçons affluents référencés :
- le Tréchiou (rd[note 1]), 4,1 km, sur les deux communes de Reillanne (source) et Montjustin (confluence).
- le Ravin de Carluc (rg), 3,8 km sur les deux communes de Reillanne (source) et Céreste (confluence).
- le ruisseau l'Aiguebelle (rg), 9,1 km sur les trois communes de Montfuron (source), Montjustin, et Céreste (confluence)[6], avec une source sulfureuse, et deux affluents :
  - le Ravin de l'Arnousse (rg), 1,3 km sur la seule commune de Montfuron.
  - le ravin de l'Embuisonnade (rg), 1,5 km sur les deux communes de Montjustin (confluence) et Montfuron (source).

Le rang de Strahler est donc de trois.

## Hydrologie

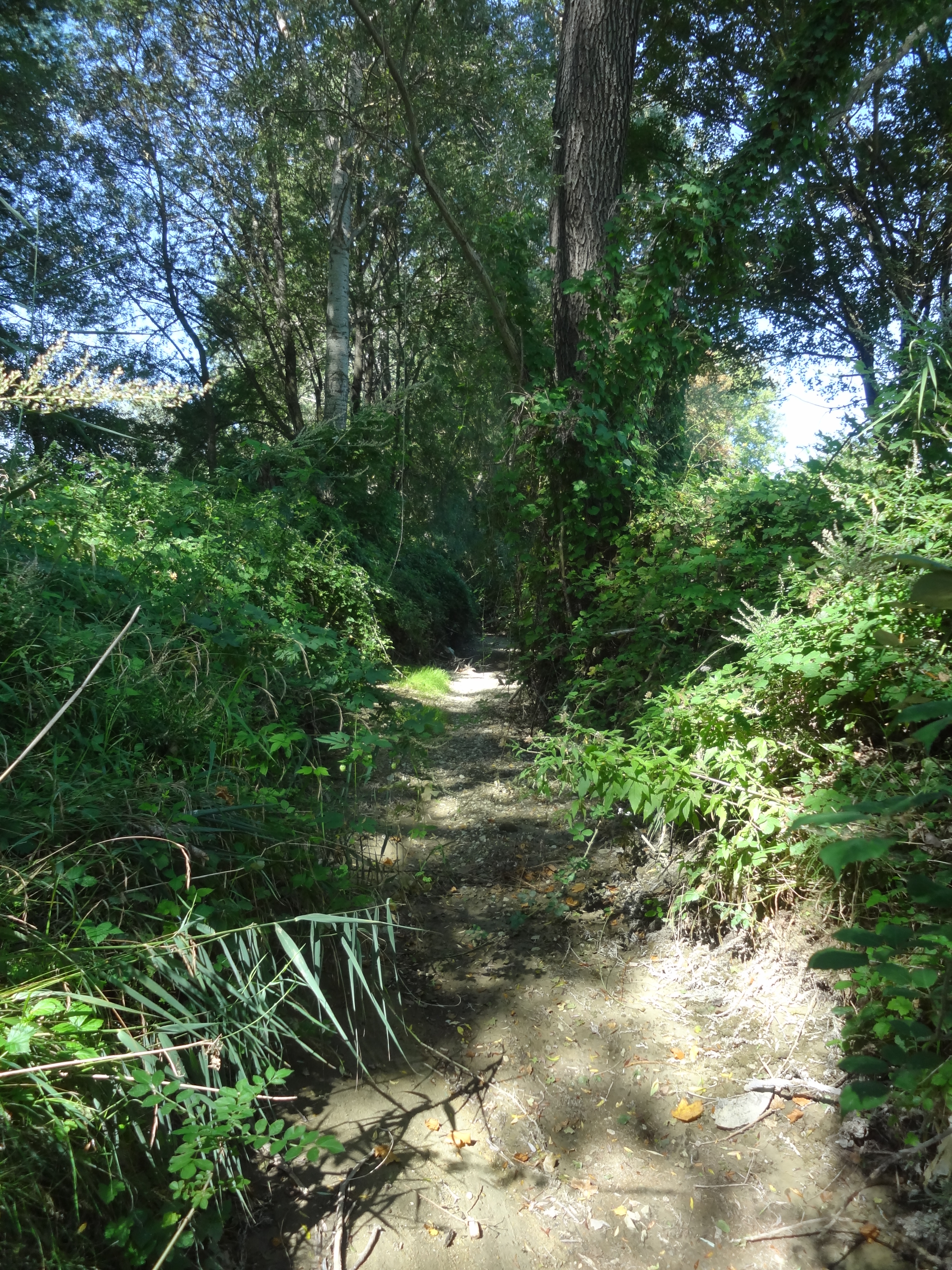
Le cours de l'Encrême est régulièrement à sec.

Le Contrat de rivière du Calavon/Coulon est au stade d'avant-projet en janvier 2014.

## Aménagements
Sur son cours ou à proximité, on rencontre les lieux-dits Le Moulin, le Pont des Messes, la gare et le centre de vacances, le Pont romain, un Gué.

### Ponts à Céreste
Le pont romain, à l’est du village, permettait à la voie domitienne de franchir l’Aiguebelle (affluent de l’Encrême, lui-même affluent du Calavon). il est arasé à la fin XIXe, lors des travaux sur la RN 100. Il était large de 6,5 m et long de 36 m  avec deux arches de 6 m. Il possède deux particularités : la semelle de fondation en grand appareil, une des rares semelles filantes romaines subsistantes (148 m2) ; et c’est un des rares ponts anciens à deux arches (et même à un nombre pair d’arches). Construit à la fin du Ier siècle av. J.-C., il n’en reste que la pile centrale et les rampes d’accès à murs parementés.
Le pont de la Baou sur l’Encrême, dit « romain » : construit sur la route de Carluc et Reillanne, son tablier mesure 19 m de long par 3,95 m de large, soutenu par une arche surbaissée de 10,5 m de portée, et de 4,5 m de hauteur sous clef. La chaussée a 3,15 m de large. En fait de pont romain, il est construit en 1740 (d’après les archives), mais classé monument historique comme pont romain en 1862,. Il est établi sur le gué antique de l’Encrême. À proximité devait se trouver le prieuré de Saint-Vincent-du-Pont.

Deux ponts anciens de Céreste.
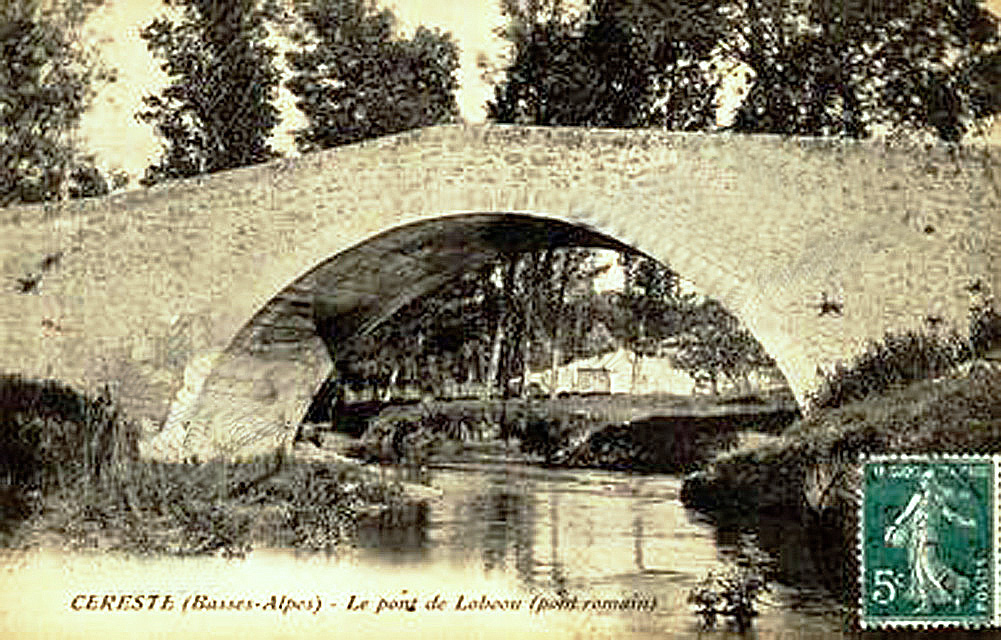
Le pont romain au début du XXe siècle.
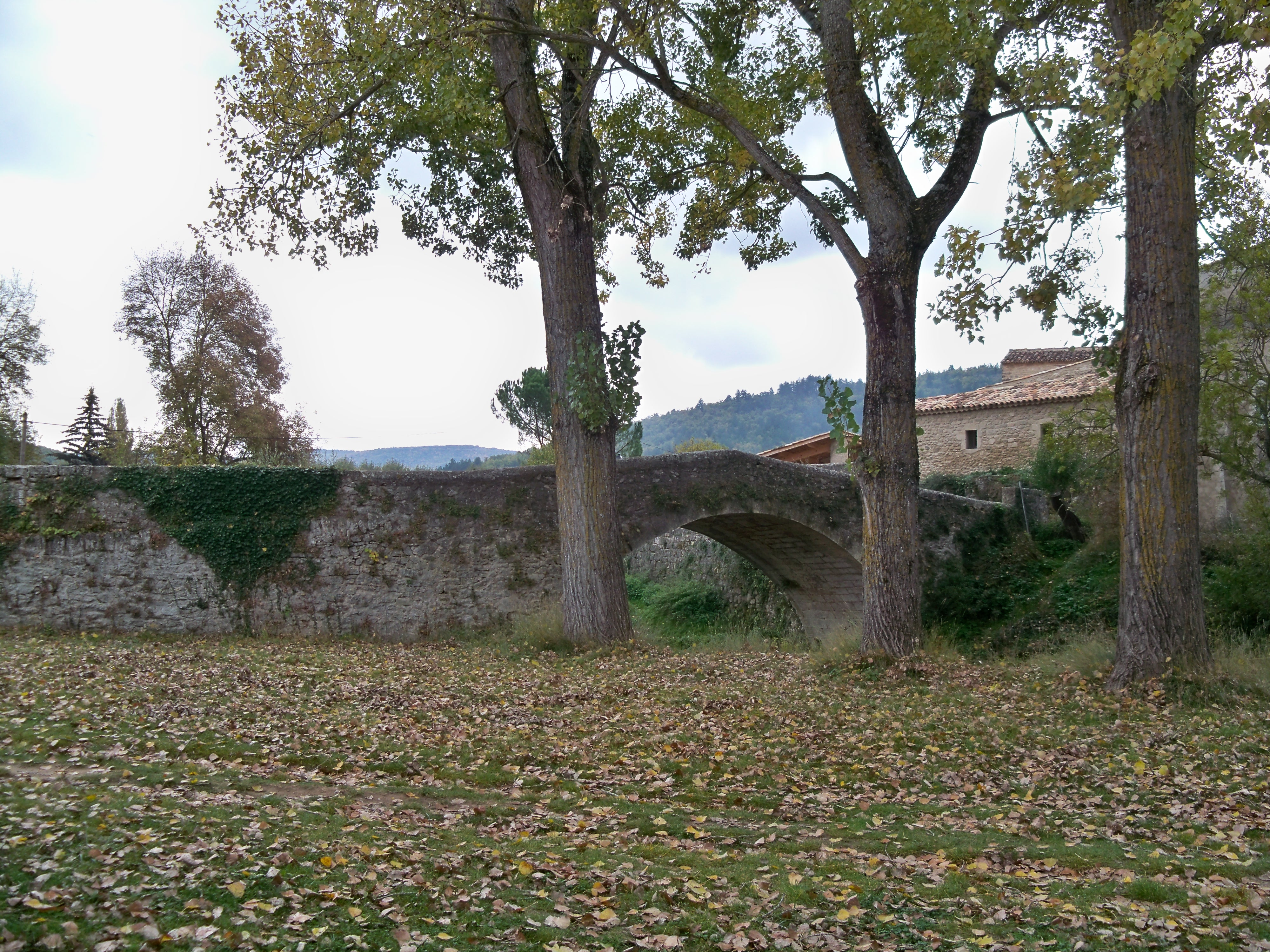
Le pont médiéval sur l’Encrême.

## Écologie

### ZNIEFF
L'Encrême fait l'objet de deux ZNIEFF de Type I : 
- La première de 269 hectares sur les trois communes de Céreste, Montjustin et Reillanne[12],[13].
- La deuxième de 61 hectares sur la seule commune de Céreste[14],[15].

### Natura 2000
L'Encrême et sa confluence avec le Calavon font aussi l'objet d'une zone du Réseau Natura 2000 enregistré comme SIC ou Site d'intérêt communautaire en novembre 2013, pour 968 hectares,.

### Flore du versant nord du Luberon
Le versant nord, plus humide et moins chaud que celui qui jouxte la Durance, a déjà une allure plus montagnarde. Il est couvert en grande partie par une chênaie pubescente. Mais le chêne pubescent (ou chêne blanc, ou blaque selon le nom local) a besoin de terrains plus riches que le chêne vert du versant sud, et demande de l'ombre pendant les premières années de sa vie. Ce sont d'autres espèces qui lui préparent le terrain : amélanchier, buis, genêt, genévrier commun, pin sylvestre. Ce dernier fournit une ombre permettant à d'autres végétaux de se développer : chêne blanc, mais aussi érable de Montpellier, érable champêtre ou encore alisier blanc.

### Faune du versant nord du Luberon
Sur le piémont du massif, on trouve des insectes (sauterelle, mante religieuse, cigale), des arthropodes, comme le grand scolopendre et le grand scorpion jaune, tous deux très venimeux, des reptiles tels que la vipère aspic, venimeuse mais qui fuit au moindre bruit, la couleuvre à échelons, la couleuvre de Montpellier, le seps, le lézard ocellé, le plus grand lézard d'Europe, pouvant atteindre 90 cm de long.
De nombreux oiseaux sont spécifiques à ce versant, le merle noir, le rouge-gorge, le troglodyte (localement nommé la pétouse ou lou petouso en provençal), le pinson des arbres, le geai des chênes, la mésange bleue, la mésange à longue queue, la fauvette à tête noire, l'épervier d'Europe, prédateur des précédents.
En plus de ces espèces typiques du versant nord, on retrouve nombre d'oiseaux ayant colonisé le versant sud, rapaces diurnes d'une part, comme le circaète Jean-le-Blanc, le plus grand des rapaces du Luberon, le vautour percnoptère, le faucon et la buse (toutes espèces menacées), ou nocturnes d'autre part, comme le grand-duc, le moyen-duc, le petit-duc, la hulotte.
Se rencontrent aussi fréquemment des mammifères comme le sanglier, le blaireau en voie d'extinction, ainsi que le renard roux, l'écureuil, des rongeurs dont le plus petit mammifère du monde, le pachyure étrusque.

Faune visible à Céreste.
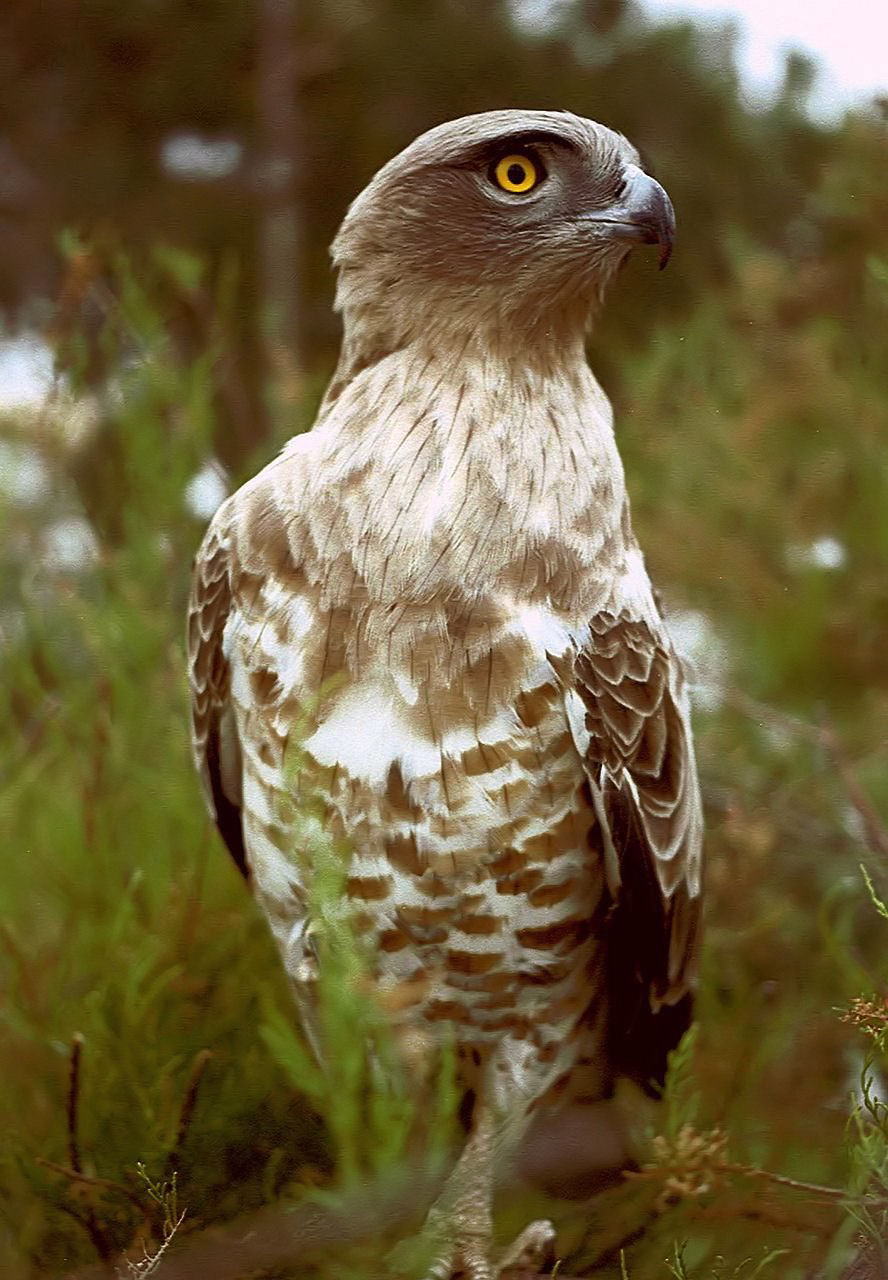
Le circaète Jean-le-Blanc est le plus grand des rapaces du Luberon.
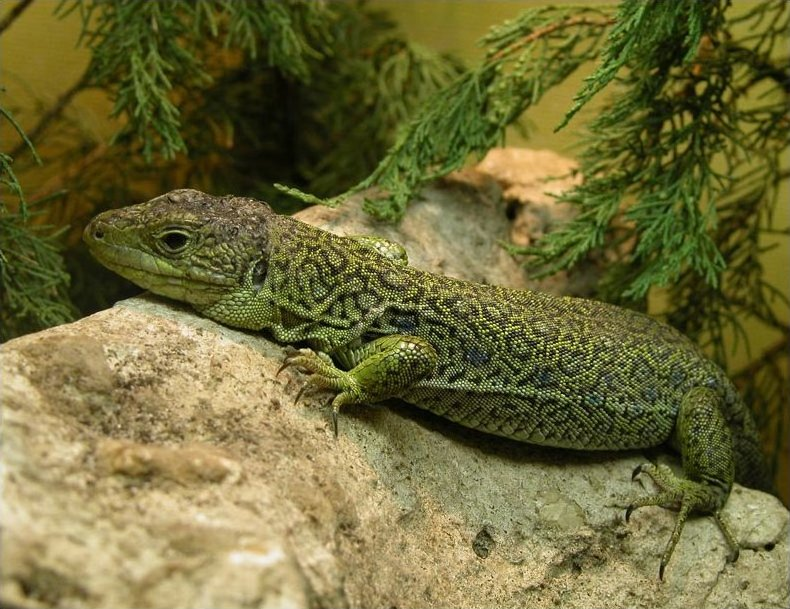
Lézard ocellé.
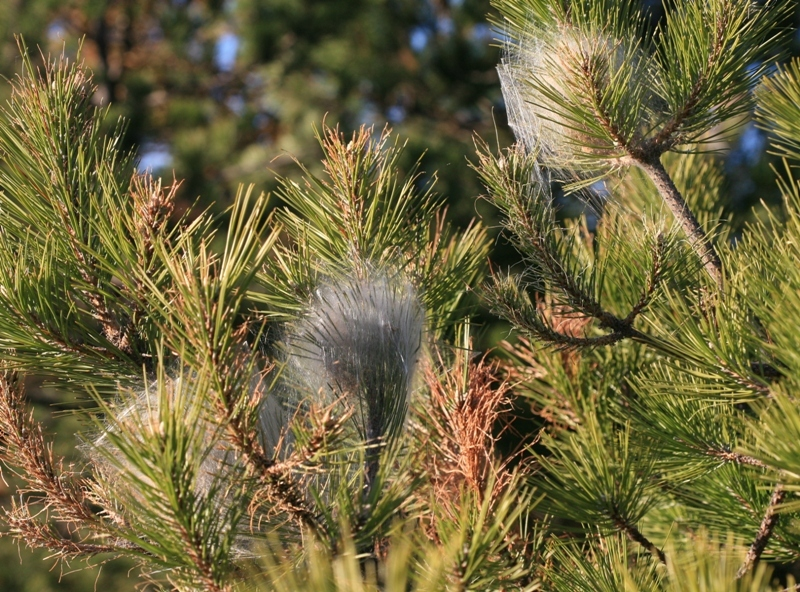
Les nids de chenilles processionnaires.
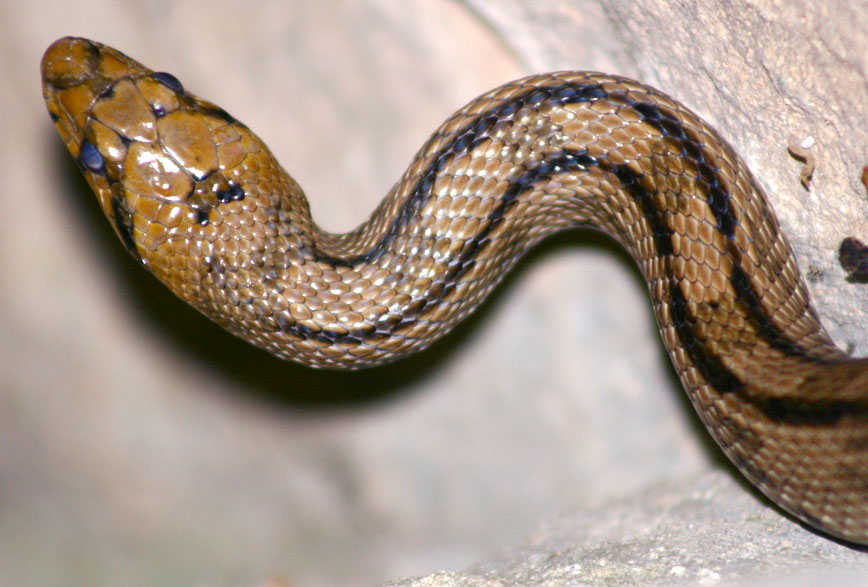
La couleuvre à échelons du Luberon.
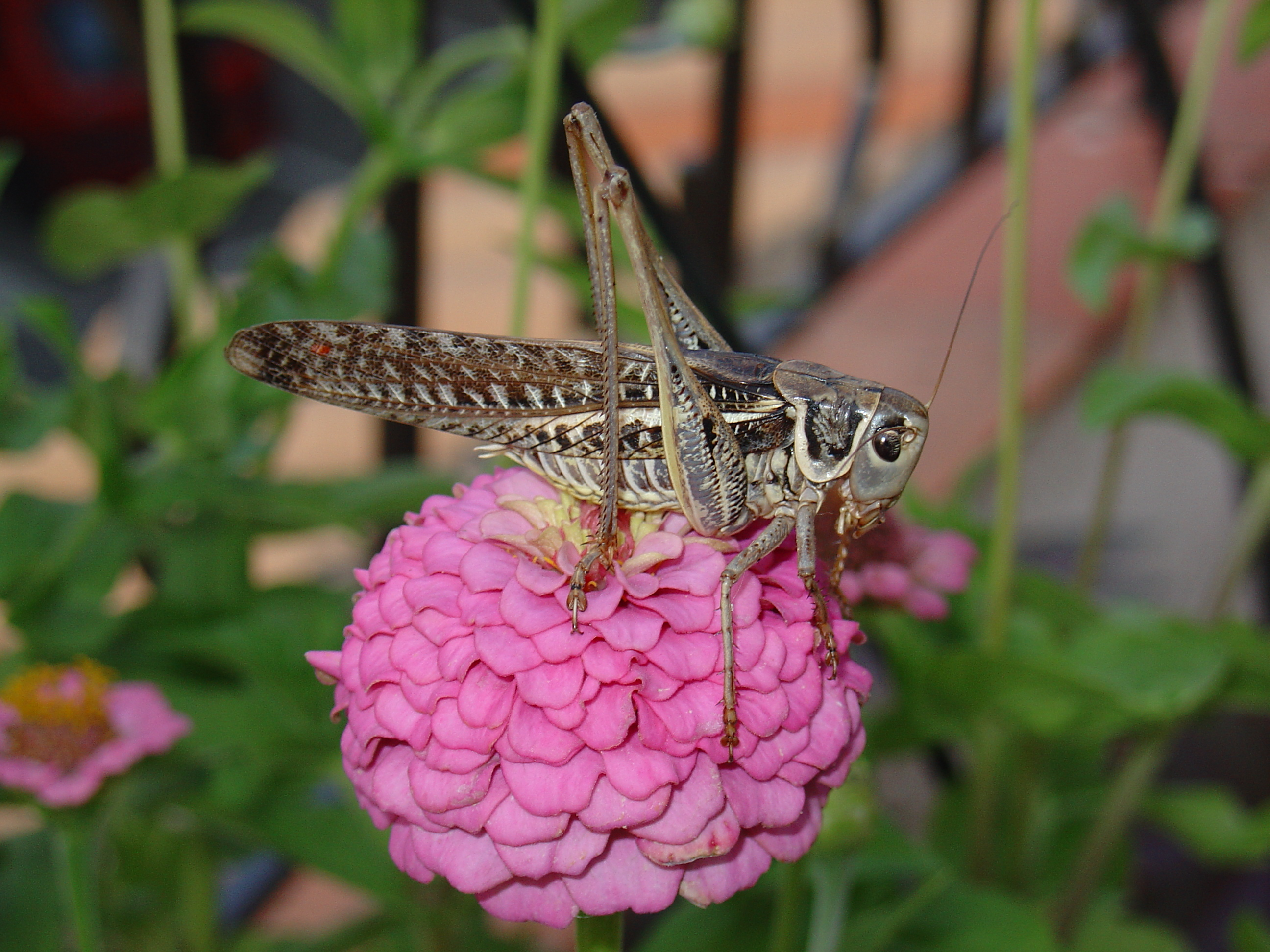
Dectique à front blanc (Decticus albifrons).